# Bahnhof Rickmansworth

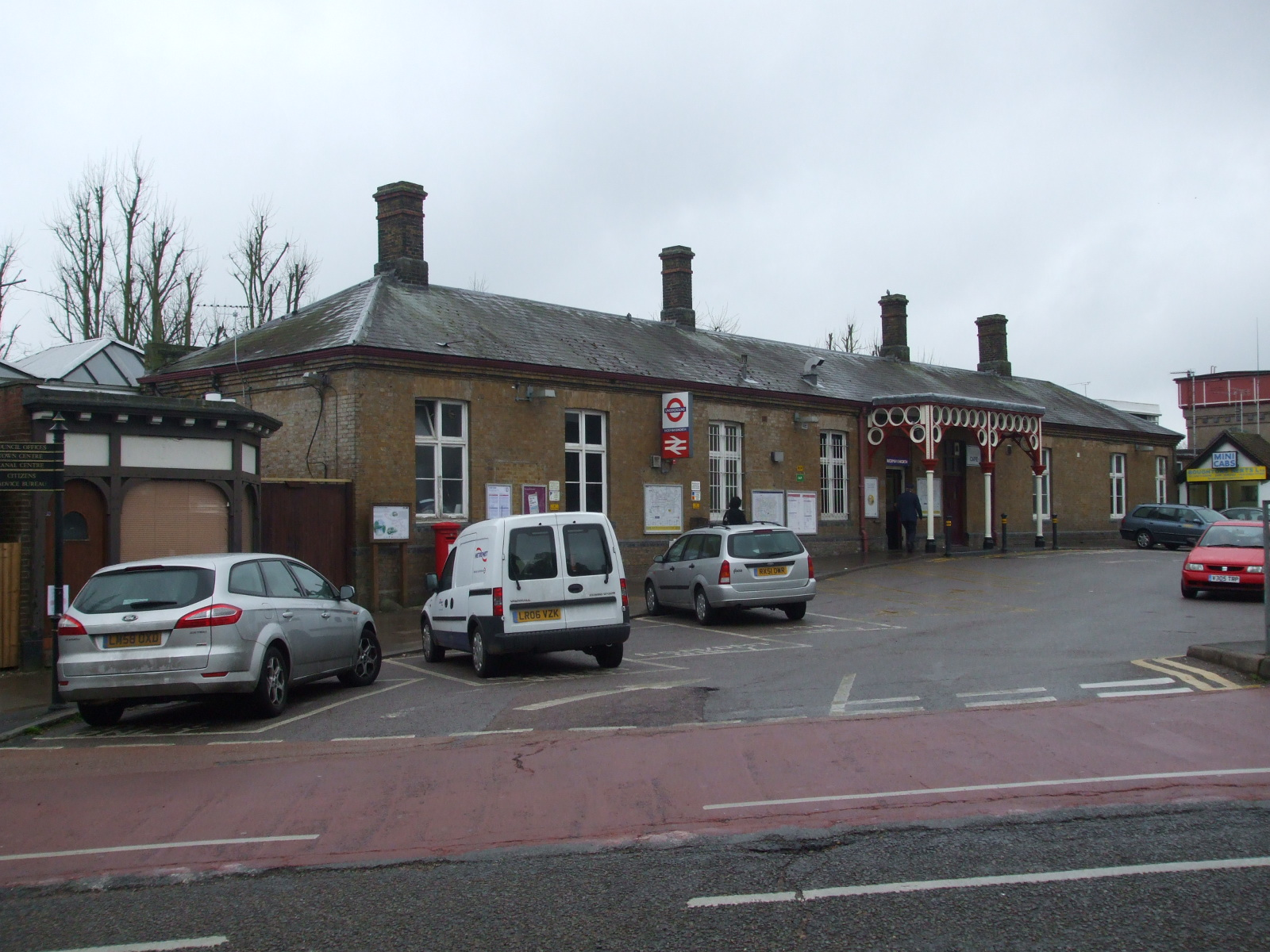
Stationsgebäude

Rickmansworth ist ein Bahnhof nordwestlich von London in der Travelcard-Tarifzone 7. Er befindet sich an der Rectory Road in der Ortschaft Rickmansworth, im Distrikt Three Rivers der Grafschaft Hertfordshire. Rickmansworth ist eine von 14 Stationen der London Underground, die außerhalb von Greater London liegen. 2,24 Millionen U-Bahn-Fahrgäste nutzten im Jahr 2013 den Bahnhof, hinzu kommen 0,734 Millionen Fahrgäste der Eisenbahn.

## Betrieb

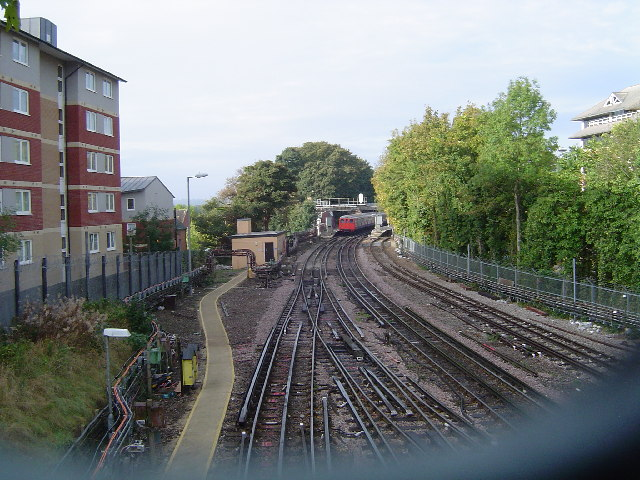
Aussicht von der Fußgängerbrücke

Der Bahnhof verfügt über drei Gleise mit einem Seiten- und einem Mittelbahnsteig. Es verkehren U-Bahnen der Metropolitan Line sowie Vorortszüge der Bahngesellschaft Chiltern Railways. Fast alle Züge der Metropolitan Line, die über Rickmansworth fahren, gelten als Schnellzüge, da sie auf dem Weg zur Baker Street in der Innenstadt mehrere Stationen ohne Halt passieren (ausgenommen in den Randstunden). Züge von Chiltern Railways hingegen halten nicht während der Hauptverkehrszeit, da die Bahnsteige für die zu dieser Tageszeit eingesetzten längeren Züge zu kurz sind. Am frühen Morgen verkehren einzelne Metropolitan-Züge auf direktem Wege von und nach Watford.
Der doppelspurige Streckenabschnitt von der Verzweigung Croxleyhall Junction östlich von Rickmansworth bis Amersham weist eine besondere Betriebssituation auf: Sämtliche Züge, sowohl die elektrische U-Bahn als auch Dieseltriebzüge und Güterzüge der Eisenbahn, befahren dieselben Gleise.

## Geschichte
Die Eröffnung des Bahnhofs erfolgte am 1. September 1887 durch die Metropolitan Railway (Vorgängergesellschaft der Metropolitan Line). Zunächst war Rickmansworth fast zwei Jahre lang Endstation, bis am 8. Juli 1889 die Eröffnung der Verlängerung weiter in Richtung Aylesbury erfolgte. Am 2. September 1925 wurde ein Verbindungsgleis zwischen Rickmansworth und der am selben Tag eröffneten Zweigstrecke nach Watford in Betrieb genommen.
Ebenfalls seit diesem Tag gab es in Rickmansworth eine betriebliche Trennung der Metropolitan Line mit einem Wechsel von Triebwagen auf Dampflokomotive, nachdem die U-Bahn-Gleise in Richtung London elektrifiziert worden waren. Die Streckenabschnitte nach Amersham bzw. Chesham wurden jedoch erst am 12. September 1960 elektrifiziert, der letzte dampfbetriebene Zug verkehrte am 10. September 1961. Der fahrplanmäßige Verkehr auf dem Verbindungsgleis zur Watford-Zweigstrecke wurde am 3. Januar 1960 eingestellt, seit dem 11. Mai 1987 benutzen jedoch wieder einige Züge diese Verbindung.